# Michael McIntyre
Michael McIntyre est un skipper britannique né le 29 juin 1956 à Glasgow.

## Carrière
Michael McIntyre obtient une médaille d'or olympique de voile en classe Star aux Jeux olympiques d'été de 1988 à Séoul.

## Vie privée
Sa fille, Eilidh McIntyre, remporte l'or en 470 aux Jeux olympiques d'été de 2020.